# Place Naghch-e Djahan

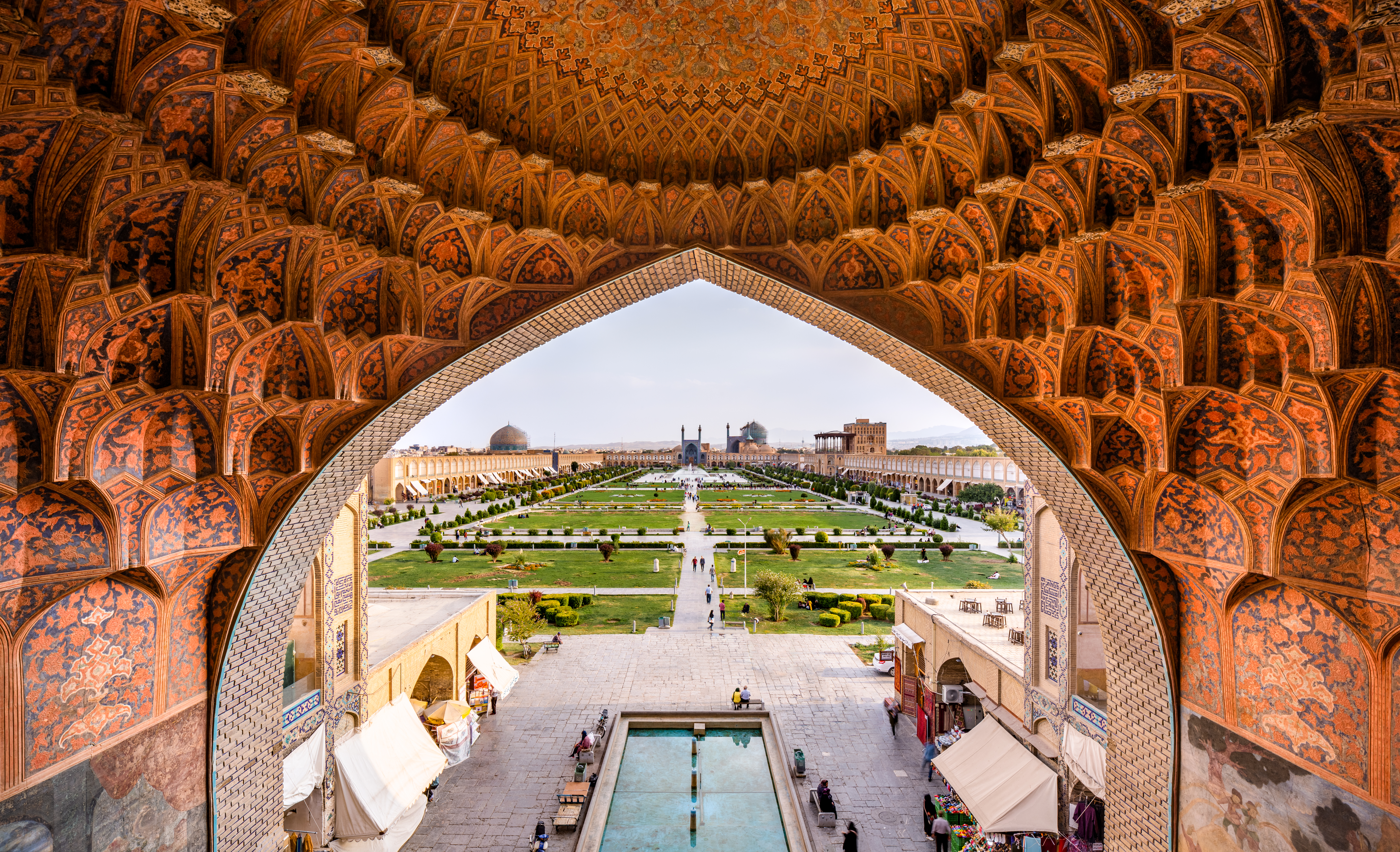
La place Naghch-e Djahan vue depuis la porte ou voute du Gheisariye ou Qeysarie du grand bazar. Septembre 2019.

La place Naghch-e Djahan (en persan : میدان نقش جهان / Meydân-e Naqš-e Jahân, « place du portrait du monde »), aussi appelée Meidan-e Chah (en persan : میدان شاه / Meydân-e Šâh, « place du roi ») et, depuis la révolution islamique, Meidan-e Emam (en persan : میدان امام / Meydân-e Emâm, « place de l'Imam », en l'honneur de l'Ayatollah Khomeini), est une place dans le centre historique de la ville d'Ispahan, en Iran, et une des plus grandes places du monde.
Construite par le Chah Abbas Ier au début du XVIIe siècle, elle constitue un témoignage de la vie sociale et culturelle de la Perse pendant la dynastie des Séfévides et a été inscrite au Patrimoine mondial de l'UNESCO en 1979 comme site historique important.
Ce vaste ensemble à l'architecture ordonnancée forme un rectangle oblong de 560 mètres de long par 160 mètres de large, soit une surface de près de 9 hectares. Alignée sur la direction Nord-Sud, elle est entourée par des monuments historiques importants de l'époque safavide : la mosquée du Chah au Sud, le palais Ali Qapou à l'Ouest, la mosquée du Cheikh Lotfallah à l'Est et une des portes du grand bazar d'Ispahan sur le côté Nord.

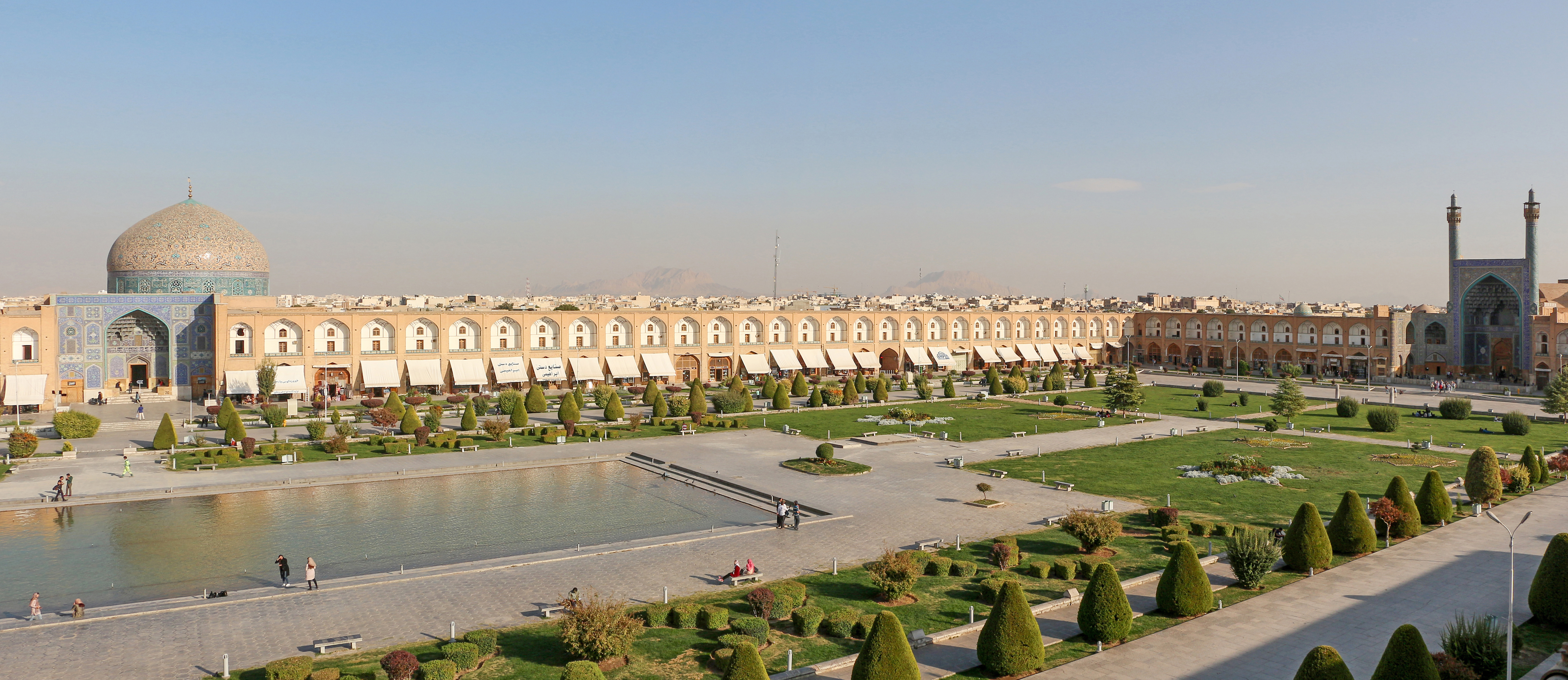
La place Naghch-e Djahan d'Ispahan : à gauche se trouve la mosquée du Cheikh Lotfallah, à droite la mosquée du Chah.

## Contexte historique

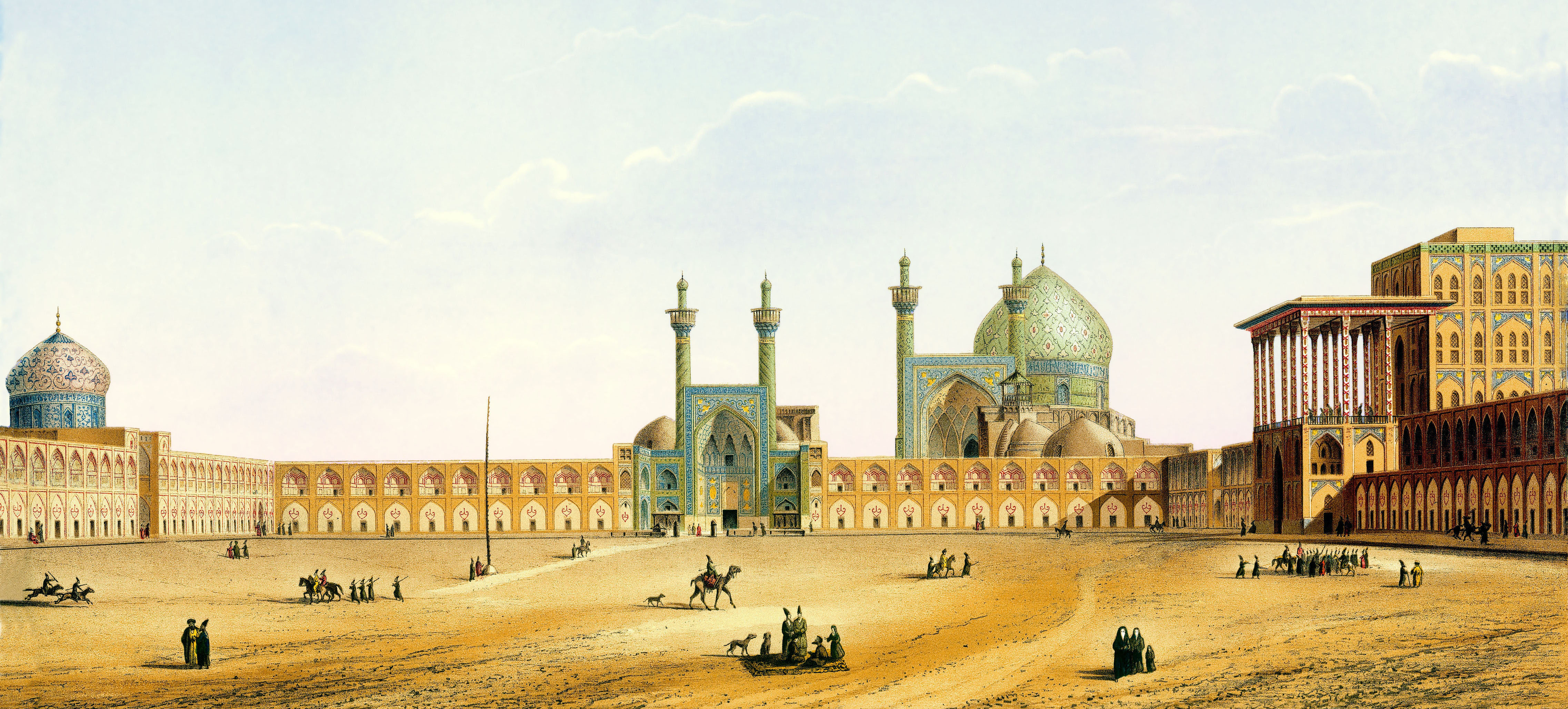
Dessin du XIXe siècle représentant la place Naghch-e Djahan, par l'architecte français Pascal Coste en voyage en Perse avec l'ambassade du roi Français en 1839.

En 1598, le Chah Abbas Ier déplace sa capitale de Qazvin à Ispahan, oasis destinée à devenir son lieu de résidence et un important centre de commerce, culture et de religion. Fertilisée par le Zayandeh Roud, au milieu d'un vaste paysage aride, la ville est idéale pour se distancer d'assaults futurs par les Ottomans, ennemis jurés des Séfévides, et des Ouzbeks, et dans le même temps de gagner plus de contrôle sur le golfe Persique, récemment devenu une importante route commerciale pour les néerlandais et la Compagnie britannique des Indes orientales.
Ce considérable projet d'urbanisme est attribué à Cheikh Bahaï, qui se concentre sur deux caractéristiques clés du plan général du Chah : le Tchaharbagh, avenue historique d'Ispahan flanquée de part et d'autre d'institutions d'envergure telles que les résidences de dignitaires étrangers, et la place Naghch-e Djahan.
Avant l'ascension au pouvoir du Chah, la Perse avait une structure de pouvoir décentralisée, dans laquelle différentes institutions se battaient pour le pouvoir, notamment les tribus militaires (Qizilbash) et les gouverneurs des provinces constituant l'Empire. Le Chah Abbas souhaitait affaiblir cette structure politique, et le développement d'Ispahan pour en faire la nouvelle capitale de la Perse était une étape importante pour la centralisation du pouvoir.

L'ingéniosité de la place Naghch-e Djahan était pour le Chah de réunir les trois composants principaux du pouvoir dans sa cour : le clergé, représenté par la mosquée du Chah, le pouvoir des commerçants par le bazar impérial, et le pouvoir du Chah lui-même, depuis son palais Ali Qapou.

## Galerie

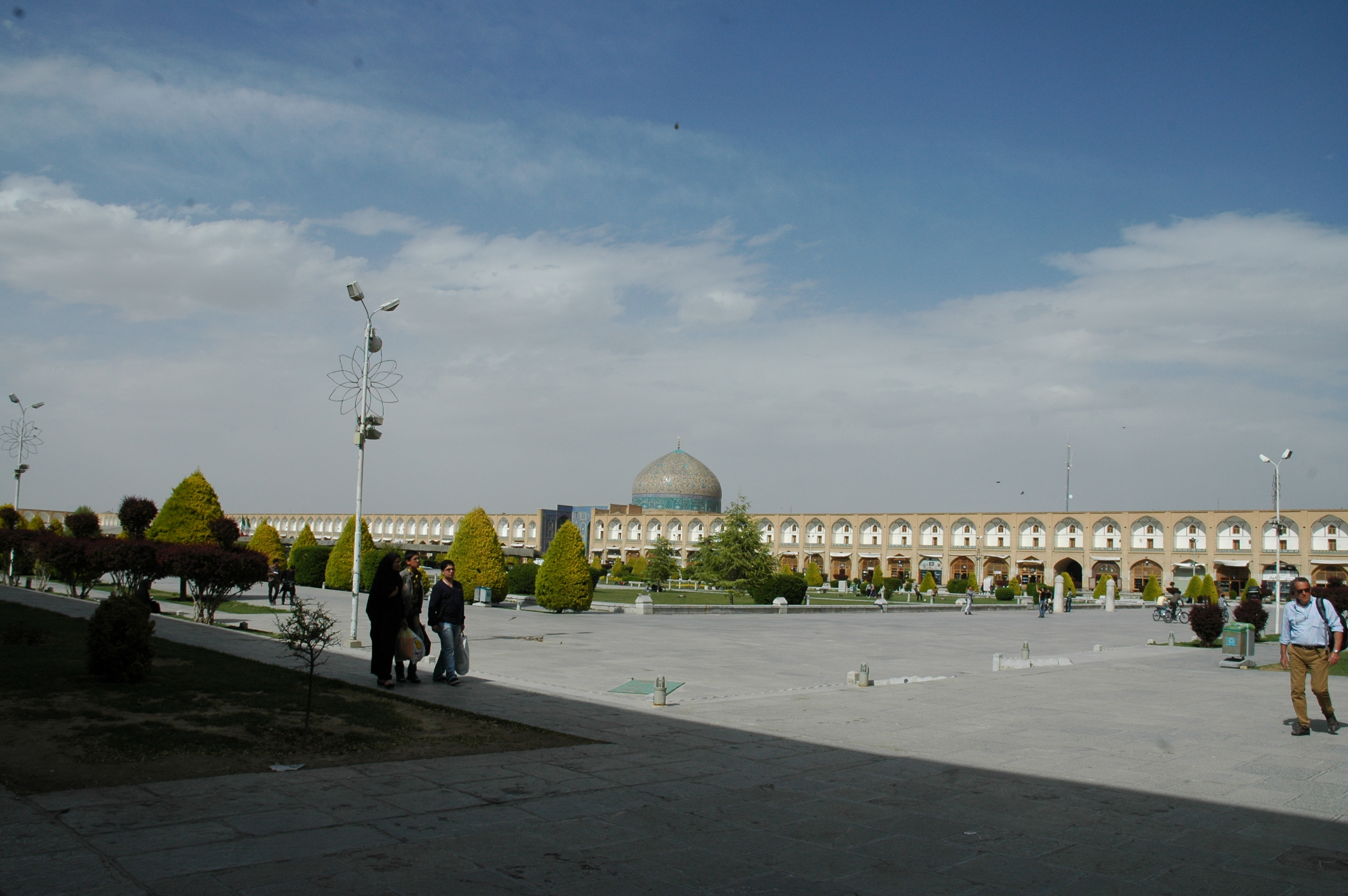
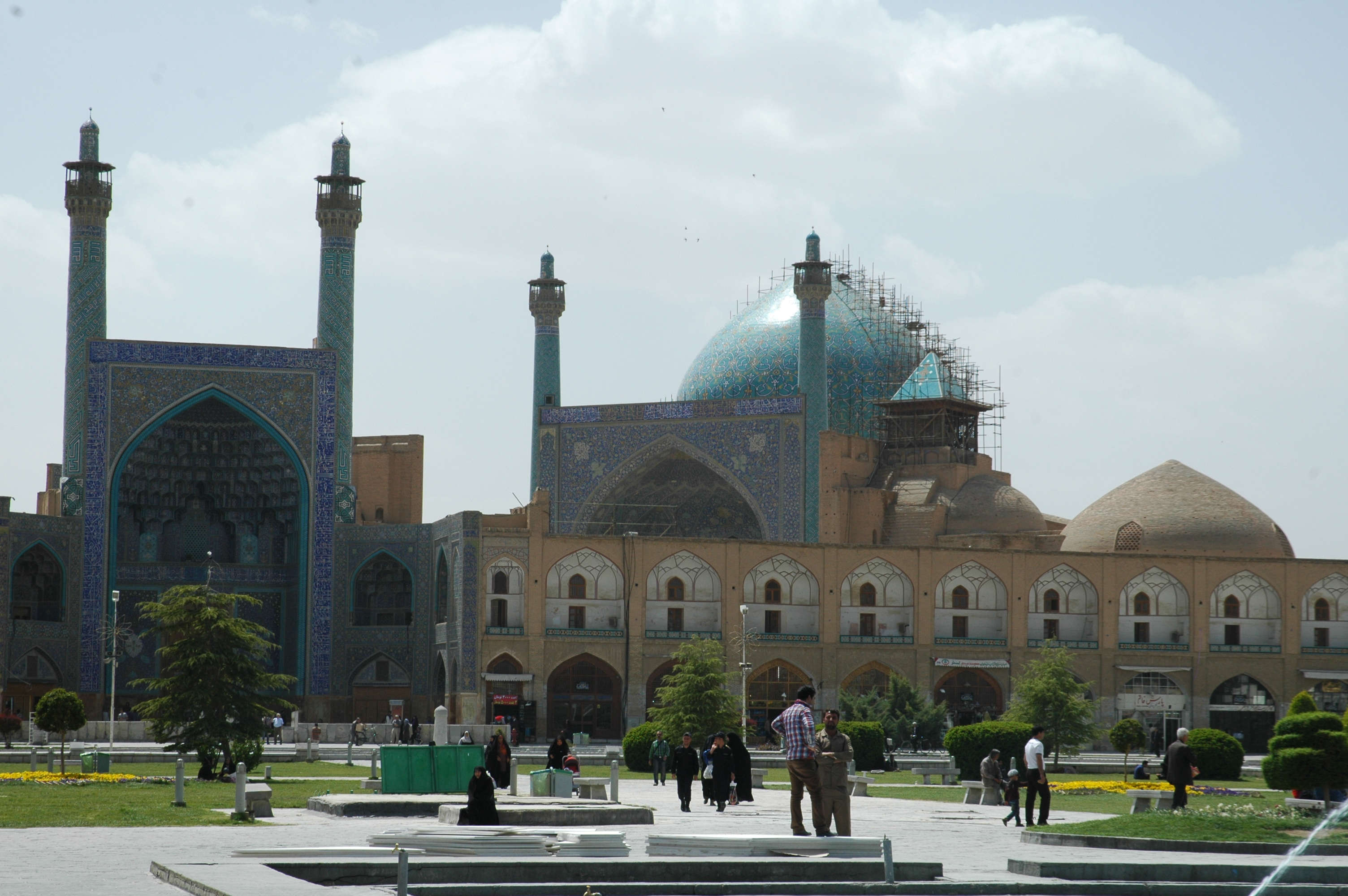